# Henry Krauss

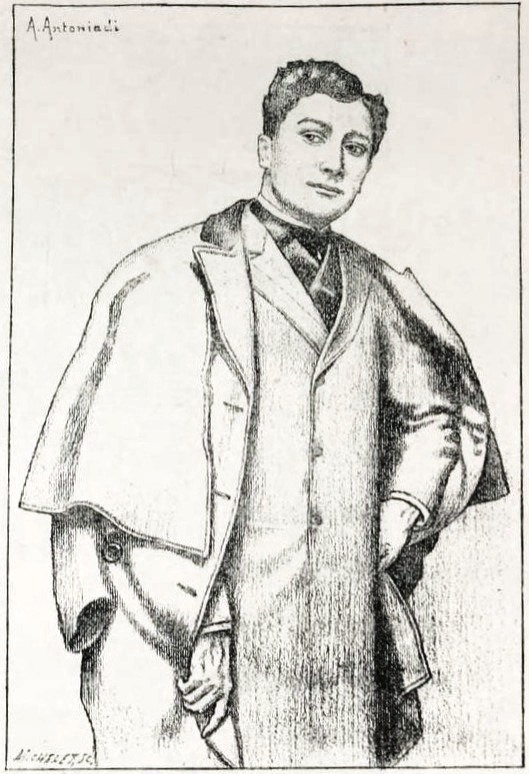
Henry Krauss, 1894

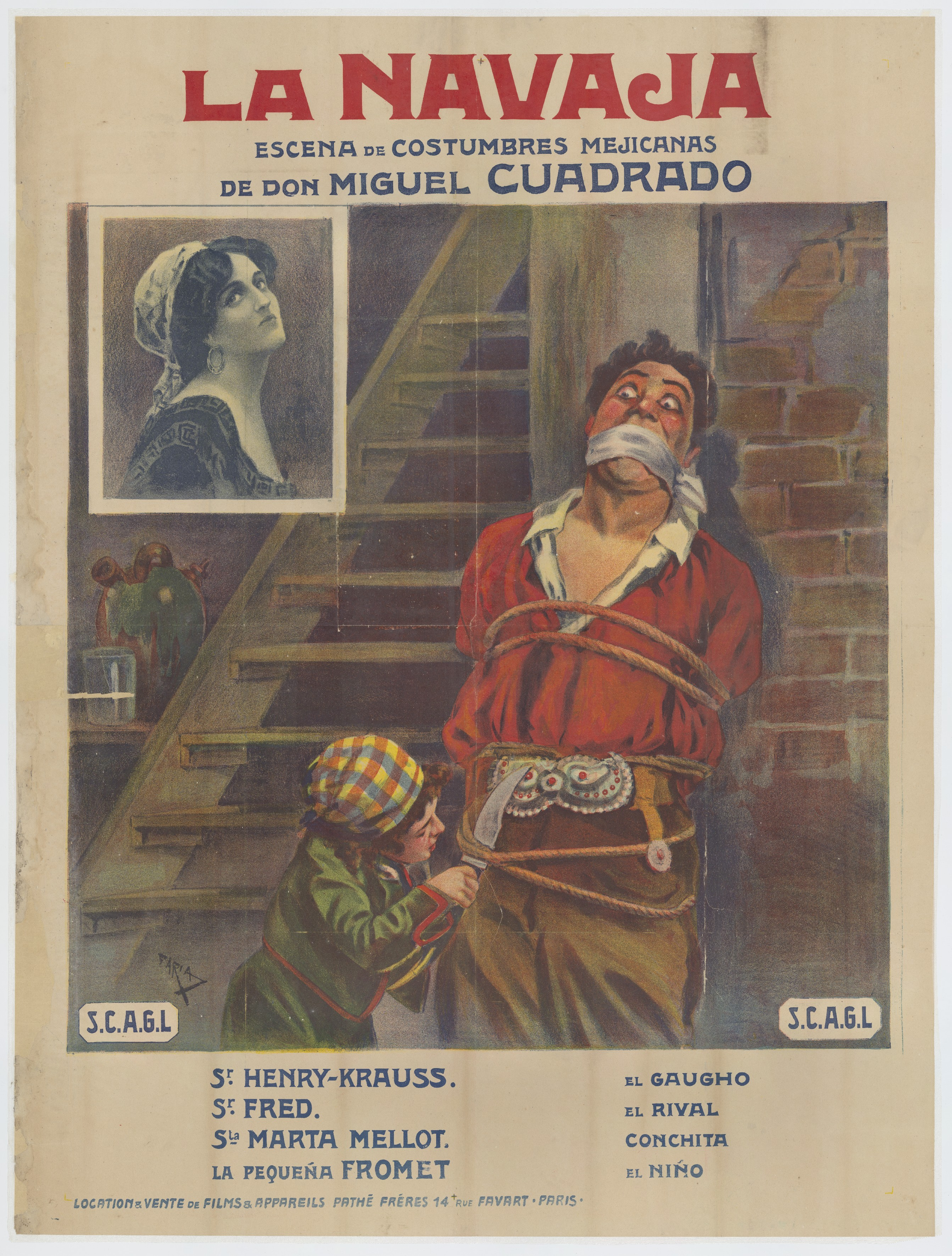
Plakat von Faria für den Pathé Film La navaja, mit Henry Krauss, 1911. Collection EYE Film Instituut Nederland.

Henry Krauss, auch Henri Krauss, geboren als Henri Kraus (* 26. April 1866 in Paris; † 15. Dezember 1935 ebenda) war ein französischer Schauspieler und Regisseur, ein Veteran des europäischen Kinos.

## Leben und Wirken
Krauss galt als einer der ersten Charakterstars des heimischen Kinos. Bevor er zur noch weitgehend unterentwickelten Kinematographie stieß, hatte er rund zwei Jahrzehnte lang auf Pariser Bühnen Theater gestanden. Rollen spielte er unter anderem in den Stücken Valet de cœur (1893), La peur des coups (1894) und Théroigne de Méricourt (1902).
Seit 1908 begann Krauss regelmäßig zu filmen. Die Produktionsfirma SCAGL (Société cinématographique des auteurs et gens de lettres) machte den kompakten Pariser zu einem ihrer Hausstars und bedachte ihn in den kommenden fünf Jahren mit einer Fülle von prägnanten Hauptrollen, „in denen er ebenso kraftvolle und vollsaftige wie sensible und intellektuelle Personen interpretieren durfte.“Krauss spielte den Buridau in der Verfilmung von Alexandre Dumas’ La tour de Nesle, den Titelhelden in dem Drama Le lépreux de la cité d’Aoste, den Bohémien in L’oiseau s’envole, den Dr. Cezambre in dem Mördersuche-Melodram La glu und den Fürsten Grégoire III. in Le réveil.
Zum Kino-Giganten seiner Zeit (vor dem Ersten Weltkrieg) machten ihn seine beiden Interpretationen zweier Figuren aus Romanen Victor Hugos: 1911 sah man Henry Krauss als ersten Leinwand-Quasimodo in Notre Dame de Paris (Der Glöckner von Notre-Dame), im Jahr darauf als den von der Justiz gnadenlos verfolgten Jean Valjean in einer frühen Adaption von Les misérables (Menschen unter Menschen). Seine letzte Paraderolle vor dem Kriegsausbruch wurde 1913 der Étienne Lantier in der Umsetzung von Émile Zolas Germinal.
Obwohl weiterhin vor der Kamera aktiv, begann Krauss‘ Stern als Filmschauspieler seit dem Krieg rapide zu sinken. „In den 20er und 30er Jahren galt sein Stil als zu pompös und übertrieben“. Immerhin überließ Regisseur Julien Duvivier dem fast 60-jährigen Künstler 1925 mit dem Vater des Titelhelden Poil de carotte in Rotfuchs noch einmal eine Paraderolle. Gut zwei Jahrzehnte nach seinem Jean Valjean von 1913 trat Henry Krauss auch in der ersten Tonfilm-Version des Hugo-Stoffes auf, musste sich allerdings mit der sehr viel kleineren Rolle des Mgr. Myriel bescheiden.
Henry Krauss hatte seit den späten Kriegsjahren auch immer mal wieder als Regisseur gearbeitet; die großen Erfolge blieben jedoch aus. 1925/26 half er als Regieassistent Abel Gance bei dessen großangelegten Napoleon-Film.
Sein Sohn war der Filmarchitekt Jacques Krauss.

## Filmografie
als Schauspieler, wenn nicht anders angegeben
- 1908: Marie Stuart
- 1908: Un duel sous Richelieu
- 1909: Le bal noir
- 1909: La tour de Nesle
- 1909: L’épi
- 1910: Le berceau vide
- 1910: L’enfant malade
- 1910: Le spectre de l’autre
- 1910: L’amour et le temps
- 1910: Le revenant
- 1910: Le vieux comédien
- 1910: La navaja
- 1911: L’oiseau s’envole
- 1911: Notre Dame de Paris
- 1911: La coupable
- 1912: Un amour de la Du Barry
- 1912: Menschen unter Menschen (Les Misérables)
- 1913: Germinal
- 1913: La glu
- 1913: Le réveil
- 1914: Le bossu
- 1914: Quatre-vingt-treize
- 1915: Frères corses
- 1917: Un pauvre homme de génie (nur Regie)
- 1917: Papa Hulin (auch Regie)
- 1918: Marion Delorme (auch Regie)
- 1918: Le chemineau
- 1919: Le fils de Monsieur Ledoux (auch Regie, Drehbuch)
- 1921: Fromont jeune et Risler aîné (auch Regie, Drehbuch)
- 1921: Les trois masques (auch Regie, Drehbuch)
- 1922: Le bossu
- 1922: Le diamant noir
- 1923: Crédo ou La tragédie de Lourdes
- 1923: Grimassen der Großstadt (Les ombres qui passent)
- 1925: Le calvaire de Dona Pia (nur Regie)
- 1925: Rotfuchs (Poil de carotte)
- 1927: Napoleon
- 1928: La symphonie pathétique
- 1928: Die Insel der Verschollenen (La divine croisière)
- 1930: Le procureur Hallers
- 1931: La symphonie pathétique
- 1934: Die Verdammten (Les Misérables)
- 1934: Le bonheur du jour